# Laâ
Der Laâ (auch Laá oder Laà geschrieben) ist ein Fluss in Frankreich, der im Département Pyrénées-Atlantiques in der Region Nouvelle-Aquitaine verläuft. Er entspringt unter dem Namen Larus im Gemeindegebiet von Ogenne-Camptort, entwässert generell Richtung Nordwest und mündet nach rund 29 Kilometern unterhalb von Sainte-Suzanne, im Gemeindegebiet von Orthez, als linker Nebenfluss in den Gave de Pau.

## Orte am Fluss
(Reihenfolge in Fließrichtung)
- Vielleségure
- Sauvelade
- Loubieng
- Laà-Mondrans
- Sainte-Suzanne, Gemeinde Orthez